# Dem Franchize Boyz
Dem Franchize Boyz, auch DFB, ist eine amerikanische Hip-Hop-Band, die von 2004 bis 2009 aktiv war und drei Studioalben veröffentlichte.

## Bandgeschichte
Während ihrer Zeit auf der High School fanden sich die Gruppenmitglieder Gerald Tiller, Bernard Leverette, Maurice Gleaton und Jamall Willingham in Atlanta zusammen. Mit der Single White Tee’s und dem dazugehörigen, nach der Formation benannten Debütalbum gelang der Einstieg in die US-Pop- und R&B-Charts. Den größten Erfolg hatte das Quartett allerdings mit dem zweiten Longplayer On Top of Our Game sowie den beiden Auskopplungen I Think They Like Me, einem Feature mit Jermaine Dupri, Da Brat und Bow Wow, und Lean wit It, Rock wit It, einer Kollaboration mit Lil Peanut und Charlay. Das Album und die Single I Think They Like Me wurden mit je einer Goldenen Schallplatte ausgezeichnet, Lean wit It, Rock wit It erhielt sogar Platin. Daraufhin ließ das Interesse an der Musik der Dem Franchize Boyz immer mehr nach. Das dritte Album Our World, Our Way und diverse Singlefeatures mit anderen Interpreten konnten nicht an vorherige Erfolge anknüpfen.
2009 arbeitete die Gruppe mit dem deutschen Rappers Kool Savas zusammen. Der gemeinsame Track Brainwash 2 erschien auf der Brainwash-Edition des Albums Die John Bello Story 2.

## Mitglieder
- Gerald „Buddie“ Tiller (* 1983)
- Bernard „Jizzal Man“ Leverette (* 1983)
- Maurice „Parlae“ Gleaton (* 1983)
- Jamall „Pimpin“ Willingham (* 1984)

## Diskografie

### Alben
| Jahr | Titel              | Höchstplatzierung, Gesamtwochen, AuszeichnungChartplatzierungen (Jahr, Titel, Platzierungen, Wochen, Auszeichnungen, Anmerkungen) | Höchstplatzierung, Gesamtwochen, AuszeichnungChartplatzierungen (Jahr, Titel, Platzierungen, Wochen, Auszeichnungen, Anmerkungen) | Höchstplatzierung, Gesamtwochen, AuszeichnungChartplatzierungen (Jahr, Titel, Platzierungen, Wochen, Auszeichnungen, Anmerkungen) | Anmerkungen                                                                              |
| Jahr | Titel              | UK | US | R&B | Anmerkungen                                                                              |
| ---- | ------------------ | --- | --- | --- | ---------------------------------------------------------------------------------------- |
| 2004 | Dem Franchize Boyz | — | US106 (4 Wo.)US | R&B18 (12 Wo.)R&B | Erstveröffentlichung: 14. September 2004                                                 |
| 2006 | On Top of Our Game | — | US5 Gold · (27 Wo.)US | R&B2 (34 Wo.)R&B | Erstveröffentlichung: 7. Februar 2006 Executive Producer: Jermaine Dupri, Eddie Weathers |
| 2008 | Our World, Our Way | — | US118 (1 Wo.)US | R&B19 (4 Wo.)R&B | Erstveröffentlichung: Oktober 2008                                                       |

### Singles
| Jahr | Titel Album                                        | Höchstplatzierung, Gesamtwochen, AuszeichnungChartplatzierungen (Jahr, Titel, Album, Platzierungen, Wochen, Auszeichnungen, Anmerkungen) | Höchstplatzierung, Gesamtwochen, AuszeichnungChartplatzierungen (Jahr, Titel, Album, Platzierungen, Wochen, Auszeichnungen, Anmerkungen) | Höchstplatzierung, Gesamtwochen, AuszeichnungChartplatzierungen (Jahr, Titel, Album, Platzierungen, Wochen, Auszeichnungen, Anmerkungen) | Anmerkungen                                                                                |
| Jahr | Titel Album                                        | UK | US | R&B | Anmerkungen                                                                                |
| ---- | -------------------------------------------------- | --- | --- | --- | ------------------------------------------------------------------------------------------ |
| 2004 | White Tee’s Dem Franchize Boyz                     | — | US79 (13 Wo.)US | R&B25 (20 Wo.)R&B | Erstveröffentlichung: Juli 2004                                                            |
| 2005 | I Think They Like Me On Top of Our Game            | UK66 (1 Wo.)UK | US15 Gold (Mastertone) · (26 Wo.)US | R&B1 (38 Wo.)R&B | Erstveröffentlichung: Juli 2005 feat. Jermaine Dupri, Da Brat und Bow Wow                  |
| 2005 | Lean wit It, Rock wit It On Top of Our Game        | — | US7 Platin (Mastertone) · (25 Wo.)US | R&B2 (34 Wo.)R&B | Erstveröffentlichung: Oktober 2005 feat. Lil Peanut und Charlay                            |
| 2006 | Ridin’ Rims On Top of Our Game                     | — | US80 (6 Wo.)US | R&B40 (17 Wo.)R&B | Erstveröffentlichung: April 2006                                                           |
| 2006 | Everytime Tha Beat Drop The Makings of Me          | — | US48 (16 Wo.)US | R&B11 (25 Wo.)R&B | Erstveröffentlichung: Juli 2006 Monica feat. Dem Franchize Boyz                            |
| 2006 | Pimped Out –                                       | — | — | R&B87 (5 Wo.)R&B | Erstveröffentlichung: November 2006 Brooke Valentine feat. Dem Franchize Boyz              |
| 2007 | Cash Drop –                                        | — | — | R&B88 (7 Wo.)R&B | Erstveröffentlichung: Juli 2007 Chain Gang Parolees feat. Dem Franchize Boyz und Boss Hoss |
| 2007 | U Know U Want Dat –                                | — | — | R&B98 (2 Wo.)R&B | Erstveröffentlichung: September 2007 Stingee feat. DJ Drama und Dem Franchize Boyz         |
| 2008 | Talkin’ Out Da Side of Ya Neck! Our World, Our Way | — | — | R&B71 (10 Wo.)R&B | Erstveröffentlichung: Januar 2008                                                          |
| 2008 | Turn Heads Our World, Our Way                      | — | — | R&B75 (7 Wo.)R&B | Erstveröffentlichung: September 2008 feat. Lloyd                                           |

Weitere Singles
- 2006: Coming Undone wit It (vs. Korn)
- 2006: Freaky as She Wanna Be (feat. Trey Songz)
- 2006: Say Somethin’ (So So Def Remix) (Mariah Carey feat. Dem Franchize Boyz)